# Dischidia hollrungii
Dischidia hollrungii är en oleanderväxtart som beskrevs av Otto Warburg, Karl Moritz Schumann och Lauterb.. Dischidia hollrungii ingår i släktet Dischidia och familjen oleanderväxter. Inga underarter finns listade i Catalogue of Life.